# ضريبة معاملات مالية
ضريبة المعاملات المالية هي ضريبة على نوع معين من المعاملات المالية لغرض معين. ارتبط المفهوم بشكل عام بالقطاع المالي؛ لا تشمل عادةً ضرائب الاستهلاك التي يدفعها المستهلكون.
إن ضريبة المعاملات ليست ضريبة على المؤسسات المالية في حد ذاتها؛ بل إنها لا تفرض إلا على المعاملات المحددة التي تعتبر خاضعة للضريبة. على هذا إذا لم تقم مؤسسة ما بتنفيذ المعاملة الخاضعة للضريبة على الإطلاق، فإنها لن تخضع أبدا لضريبة المعاملات. علاوة على ذلك، إذا نفذت المؤسسة معاملة واحدة فقط من هذه المعاملات، فلن تفرض عليها ضرائب إلا على تلك المعاملة الواحدة. وعلى هذا فإن هذه الضريبة ليست ضريبة على الأنشطة المالية (إف إيه تي)، ولا تمثل مساهمة الاستقرار المالي (FSC) أو «ضريبة بنكية»، على سبيل المثال. يشكل هذا التوضيح أهمية كبيرة في المناقشات حول استخدام ضريبة المعاملات المالية كأداة لتثبيط المضاربة المفرطة بشكل انتقائي من دون تثبيط أي نشاط آخر (كما تصورها جون ماينارد كينز في الأصل في عام 1936).
هناك أنواع عديدة من الضرائب على المعاملات المالية. لكل منها أغراضه الخاصة. نُفّذ بعضها، في حين أن بعضها مجرد مقترحات. توجد المفاهيم في منظمات ومناطق مختلفة حول العالم. بعضها محلي ويُراد استخدامه داخل دولة واحدة؛ بينما بعضها متعدد الجنسيات. ففي عام 2011 كان هناك 40 دولة استفادت من ضريبة المعاملات المالية، إذ جمعت معًا 38 مليار دولار (29 مليار يورو).

## تاريخ المفهوم

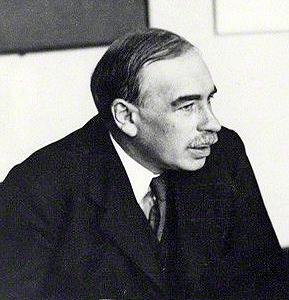
جون مينارد كينز (1933) تصور ضريبة المعاملات المالية في عام 1936.

شهد عام 1694 تنفيذًا مبكرًا لضريبة المعاملات المالية في شكل رسوم طوابع في سوق لندن للأوراق المالية. دُفعت الضريبة من قبل مشتر الأسهم في الختم الرسمي على المستند القانوني اللازم لإضفاء الطابع الرسمي على عملية الشراء. اعتبارًا من عام 2011، اعتُبرت أقدم ضريبة موجودة في بريطانيا العظمى.
فرضت الولايات المتحدة ضريبة نقل على جميع مبيعات أو تحويلات الأسهم في قانون الإيرادات لعام 1914 (قانون 22 أكتوبر 1914 (الفصل 331، 38 قانون. 745)). بدلًا من مبلغ ضريبة ثابت لكل معاملة، كانت الضريبة بقيمة 0.2% من قيمة المعاملة (20 نقطة أساس، نقطة). تضاعفت هذه النسبة إلى 0.4% (40 نقطة) في عام 1932، في سياق الكساد العظيم، ثم أُزيلت في عام 1966.
في عام 1936، في أعقاب الكساد العظيم، دعا جون ماينارد كينز إلى استخدام ضرائب المعاملات المالية على نطاق أوسع. اقترح فرض ضريبة صغيرة على المعاملات في وول ستريت، في الولايات المتحدة، حيث زعم أن المضاربات المفرطة من قبل التجار الماليين غير المطلعين زادت من التقلبات.
في عام 1972، انتهى العمل بنظام بريتون وودز لتثبيت العملات بشكل فعال. في هذا السياق، اقترح جيمس توبين، متأثرًا بعمل كينز، ضريبة المعاملات النقدية الأكثر تحديدًا لاستقرار العملات على نطاق عالمي أكبر.
في عام 1989، في اجتماعات بوينس آيرس للمعهد الدولي للمالية العامة، اقترح أستاذ الاقتصاد بجامعة ويسكونسن-ماديسون إدجار ل. فيج توسيع أفكار الإصلاح الضريبي لجون ماينارد كينيز وجيمس توبين ولورانس سمرز، حتى استنتاجهم المنطقي، وهو فرض الضرائب على جميع المعاملات. اقترحت ضريبة معاملات الدفع الآلية لـ فيج (ضريبة APT) فرض الضريبة على أوسع قاعدة ضريبية ممكنة بأقل معدل ضريبي ممكن. نظرًا لأن المعاملات المالية تمثل أكبر عنصر في القاعدة الضريبية لـ APT، وبما أن جميع المعاملات المالية تخضع للضريبة، فإن الاقتراح يلغي إمكانيات الاستبدال للتهرب والتجنب. الهدف من ضريبة APT هو تحسين الكفاءة الاقتصادية بشكل كبير، وتعزيز الاستقرار في الأسواق المالية، وخفض تكاليف إدارة الضرائب إلى الحد الأدنى (تكاليف التقييم، والتحصيل، والامتثال). قُدّم اقتراح ضريبة معاملات الدفع الآلية إلى الفريق الاستشاري للرئيس المعني بالإصلاح الضريبي الفيدرالي في عام 2005.
بما أن الاتحاد الأوروبي، والتجارة الحرة الأوروبية، واليورو اجتمعوا معًا، فإن مختلف الضرائب على المعاملات المالية كانت تعتبر علنية. ونُظِر على وجه الخصوص في المعادل التنظيمي غير الضريبي للضريبة الضيقة لتوبين، الذي كان يتطلب «متطلبات الإيداع التي لا تحمل فائدة على جميع مراكز العملات الاجنبية المفتوحة»، ولكنه رفض. أثناء الثمانينيات أصبحت وجهة النظر في مدرسة شيكاغو مهيمنة، وأن المضاربة خدمت غرضًا حيويًا في الحفاظ على العملات بحيث تعكس بدقة توقعات اقتصاداتها، وأنه حتى المعاملات قصيرة الأجل في استجابة للأنباء قد تعكس في واقع الأمر تحليلًا جوهريًا.
أكدت الأدبيات الاقتصادية في فترة التسعينيات من القرن العشرين على أن المشتقات والتغيرات الأخرى في شروط الدفع في المعاملات المتعلقة بالتجارة (ما يسمى «المقايضات» على سبيل المثال) توفر وسيلة جاهزة للتهرب من أي ضريبة أخرى غير ضريبة معاملات الدفع الآلية حيث فرضت ضرائب موحدة على جميع المعاملات. واقتُرحت تدابير وإعفاءات أخرى من ضرائب المعاملات هذه لتجنب معاقبة التحوط (شكل من أشكال التأمين للتدفقات النقدية). هذه تميل إلى أن تؤدي إلى مخططات أكثر تعقيدًا عمومًا لم تنفذ، ويُعزى ذلك جزئيًا إلى عدم توحيد تقارير المخاطر بموجب إطار بازل الأول، الذي كان بحد ذاته استجابة لأزمة المضاربة المالية في الثمانينات.
غير أن الإفصاح عن المعلومات لم يواكب الممارسات. واضطرت الجهات التنظيمية وصناع السياسات والنظريات بحلول التسعينيات إلى التعامل مع الهندسة المالية المتزايدة التعقيد و «التجنّب عن طريق تغيير مزيج المنتجات ... سيكون لدى المشاركين في السوق حافز لاستبدال الأدوات المالية الخاضعة للضريبة وفي الصكوك التي لا تخضع لها. بهذه الطريقة ستبتكر الأسواق لتفادي الضريبة» كما كانت تفعل مع إنشاء المشتقات المالية. «إن القضية الحقيقية هي كيفية تصميم ضريبة تأخذ في الاعتبار جميع أساليب وهوامش الإحلال التي يمتلكها المستثمرون لتغيير أنماط نشاطهم لتجنب الضريبة. على النحو الذي اقترحه بولين وآخرون (1999).» -بالي، 2000 إن التبني العالمي لضريبة معاملات الدفع الآلية الصغيرة ذات السعر الثابت والتي تشمل قاعدتها جميع المعاملات سوف يلغي احتمالات التهرب والتجنب لأن الضريبة سوف تُطبق بالتساوي على جميع هوامش الإحلال. أكد المناصرون لها بمن فيهم بولين وبالي وبايكر 2000 أن ضرائب المعاملات «من الواضح أنها لم تمنع التشغيل الفعال» للأسواق المالية في القرن العشرين.
أثار العديد من واضعي النظريات مسألة أن التحوط والتكهنات كانت أكثر من مجرد ازدواجية واضحة في الأهداف. «تُظهر الدراسات الأكاديمية (مثل بودنار وآخرون، 1998) أن الشركات عادةً ما تتضمن تنبؤات بمستويات الأسعار المستقبلية (أي «طريقة عرض») عند تنفيذ عمليات التحوط (وهي حقيقة لن تشكل مفاجأة لمعظم ممارسي إدارة المخاطر). وإذا كان التحوط في حقيقة الأمر هو فقط للحد من المخاطر، فلماذا ينبغي أن يكون لتوقعاتنا بشأن اتجاه السوق في المستقبل أي تأثير على قرارات التحوط لدينا؟ إذا كنا نتحوط بنسبة 50% من انكشافنا، بدلًا من 80% أو 100%، لأننا نشعر أن سعر/معدل الانكشاف الأساسي من المرجح أن يتحرك لصالحنا، فهل هذا يفي بمعايير المضاربة؟
على مستوى واحد (عند الحدود القصوى)، لا شك بأن التحوط والمضاربة هما نشاطان مختلفان تمامًا. لكن بمجرد الانتقال إلى ما هو أبعد من القضاء المباشر على المراكز المفتوحة، إلى معاملات أكثر دقة تنطوي على استراتيجيات تحوط معقدة أو علاقات ضعيفة بين التحوطات والانكشافات، يصبح التمييز بين التحوط والرهان أكثر غموضًا.»
لتجنب هذه المشكلة، أكدت معظم المقترحات على فرض ضرائب كبيرة على المضاربات على المدى القصير جدًا (من الثواني إلى الساعات) التي لا يمكن أن تعكس بشكل عام أي تغيير في الانكشاف الأساسي أو توقعات التدفق النقدي. وأكد البعض من هؤلاء على الطبيعة الآلية للتجارة. غالبًا ما تظهر مقترحات FTT استجابة لأزمة محددة. على سبيل المثال، قللت أزمة البيزو المكسيكي في ديسمبر 1994 الثقة في عملتها. في هذا السياق، قام بول بيرند سبان بإعادة فحص ضريبة توبين، وعارض شكلها الأصلي، واقترح بدلًا من ذلك نسخته الخاصة في عام 1995.